# 贊斯·列沙格
贊斯·列沙格（丹麥語：Jens Risager，1971年10月6日—）是一名已退役的丹麥足球員，司職後衛。其職業生涯主要效力丹麥球會邦比，並為該隊贏得五次聯賽錦標及兩次丹麥盃冠軍。國家隊方面，他是1995年法赫德國王盃冠軍隊成員，亦有份參與1996年歐洲國家盃。
1998年夏天，年僅27歲的列沙格因受骨關節炎困擾宣告退役。

## 榮譽
丹麥國家隊
- 1995年法赫德國王盃冠軍

邦比
- 丹麥足球聯賽¹冠軍: 1990, 1991, 1995-96, 1996-97, 1997-98

¹丹麥足球聯賽於1991年改制，最高組別聯賽由甲組聯賽更名為超級聯賽
- 丹麥盃冠軍: 1993-94, 1997-98